# Redoute de la Flache
La redoute de la Flache était une fortification située à Aubervilliers sur le bord du canal Saint-Denis.